# Mirceștii Noi, Vrancea
Mirceștii Noi este un sat în comuna Vânători din județul Vrancea, Moldova, România.